# Giovanni Aurispa
Giovanni Aurispa (né en 1376 à Noto, dans l'actuelle province de Syracuse, au sud-est de la Sicile, et mort en 1459 à Ferrare) est un humaniste italien. Il fut l'un des pionniers de la redécouverte des Anciens, rapportant de ses nombreux voyages à Byzance de précieux codex contenant les écrits des classiques grecs.

## Biographie
Giovanni Aurispa, qui avait passé une partie de sa jeunesse à Naples puis avait travaillé comme courtier de marchands italiens à Byzance, étudia le droit de 1404 à 1410 à l'université de Bologne.
Aurispa avait peut-être déjà acquis sa connaissance de la langue grecque au cours de ses voyages en Orient et il y initia Lorenzo Valla. Par les contacts qu'il avait pu nouer avec les marchands des villes de Savone, Bologne, Florence et Pise il put acheter nombre de manuscrits (entre autres des copies de l'Iliade et de l'Odyssée ainsi que les œuvres de Thucydide et d'Aristote). Il fut de l'ambassade du pape Martin V en 1419, ce qui lui permit de nouer de nouvelles relations avec des fournisseurs potentiels de livres.
Il retourna en 1421 dans une Constantinople assiégée par les Ottomans. L'empire byzantin, naguère étendu du Danube jusqu'à l'Euphrate, s'était alors rétréci à une petite région. Le lien ne s'y était pourtant jamais rompu avec la culture de l'Antiquité, les Grandes invasions ayant épargné cet État.
Il devait revenir à Aurispa de tisser de nouveaux liens avec la cour de l'empereur byzantin Jean VIII Paléologue ; ce dernier le nomma même secrétaire impérial. Il quitta Constantinople à la fin de 1423 avec dans ses bagages deux cent trente huit manuscrits, parmi lesquels Le Politique de Platon, les œuvres historiques de Dion Cassius et l’Anabase d'Arrien ; outre ces textes profanes, Aurispa ramenait également des livres de théologie.
À son arrivée en Italie, il dut déclarer les dépenses engagées pour la constitution de sa précieuse cargaison sous peine de saisie. Mais la renommée d'Aurispa était déjà étendue : les Medicis l'invitèrent à Florence, mais il voulut d'abord regagner Bologne. Il partit ensuite à Florence pour y enseigner le grec à l'université, mais à la fin de 1427 il rejoignit la fameuse cour de la famille d'Este à Ferrare.
Giovanni Aurispa participa en 1433 au Concile de Bâle dont il traduisit le discours préliminaire en grec ; peu après il partit pour l'Allemagne, à Mayence et à Cologne. Partout où l'occasion se présentait, il acquérait des manuscrits en grec ou en latin. Il partagea les dernières années de sa vie entre Rome, Naples et Ferrare, où il mourra en 1459, âgé de 83 ans.

## Postérité
Aurispa, avec sa maîtrise du grec ancien et du latin, laissa une correspondance avec ses contemporains de 100 lettres, ainsi que des traductions de Plutarque et de Lucien. Mais c'est sans doute par la masse de manuscrits qu'il sauva de la destruction que notre science lui est le plus redevable.